# Salix pedicellaris
Salix pedicellaris — вид квіткових рослин із родини вербових (Salicaceae).

## Морфологічна характеристика
Це рослина 0.2–1.5 метра заввишки, утворюють клони відводками. Стебла прямі, лежачі чи виткі. Гілки сіро-бурі, голі; гілочки жовто-коричневі чи червоно-жовті, голі чи запушені. Листки на ніжках 3–8 мм; найбільша листкова пластина вузько видовжена, довгаста, від вузької до широко-еліптичної, вузько зворотно-ланцетної чи зворотно-ланцетної форми, 19–53(69) × 5–20 мм; краї плоскі або злегка закручені, цільні; верхівка гостра, опукла чи заокруглена; абаксіальна (низ) поверхня гола; адаксіальна поверхня тьмяна, сиза, гола (рідше дуже рідко коротко-шовковиста, волоски зазвичай білі, іноді також залозисті); молода пластинка (червонувата чи жовтувато-зелена), гола, запушена або рідко запушена абаксіально (волоски зазвичай білі, іноді також залозисті). Сережки: тичинкові 11–21 × 4–8 мм, маточкові 14–37 × 5–14 мм. Коробочка 4–8 мм. 2n = 38, 57, 76. Цвітіння: середина квітня — середина липня.

## Середовище проживання
Сен-П'єр і Мікелон; США та Канада (Альберта, Британська Колумбія, Коннектикут, Айдахо, Іллінойс, Індіана, Айова, Лабрадор, Мен, Манітоба, Массачусетс, Мічиган, Міннесота, Нью-Брансвік, Нью-Гемпшир, Нью-Джерсі, Нью-Йорк, Ньюфаундленд, Північна Дакота, Нова Шотландія, Нунавут, Огайо, Онтаріо, Орегон, Пенсільванія, Квебек, Род Айленд, Саскачеван, Вермонт, Вашингтон, Вісконсин, Юкон). Населяє сфагнові болота, болота, смерекові болота; 0–1400 метрів.

## Використання
Рослина збирається з дикої природи для місцевого використання як ліки.

## Галерея

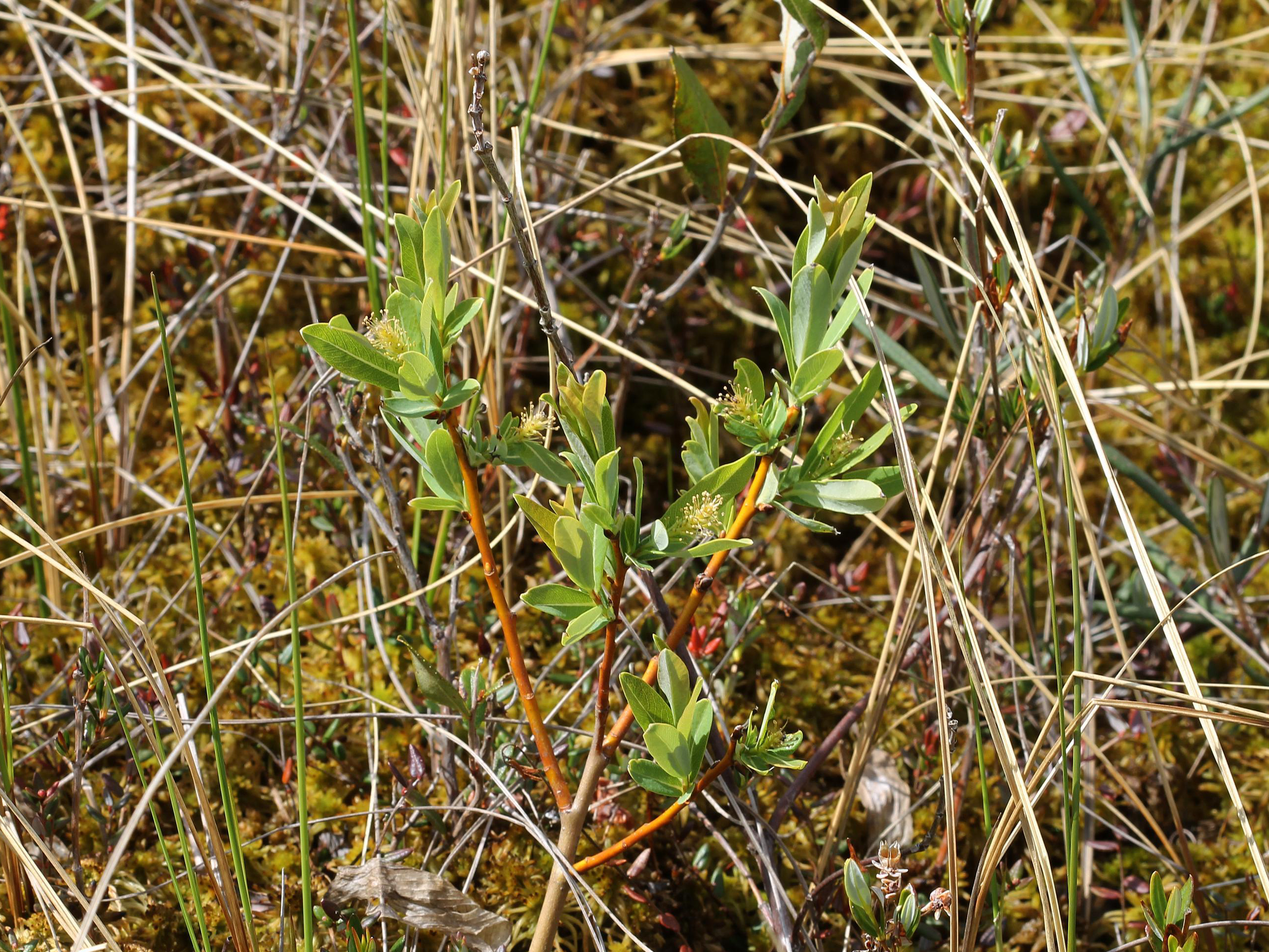
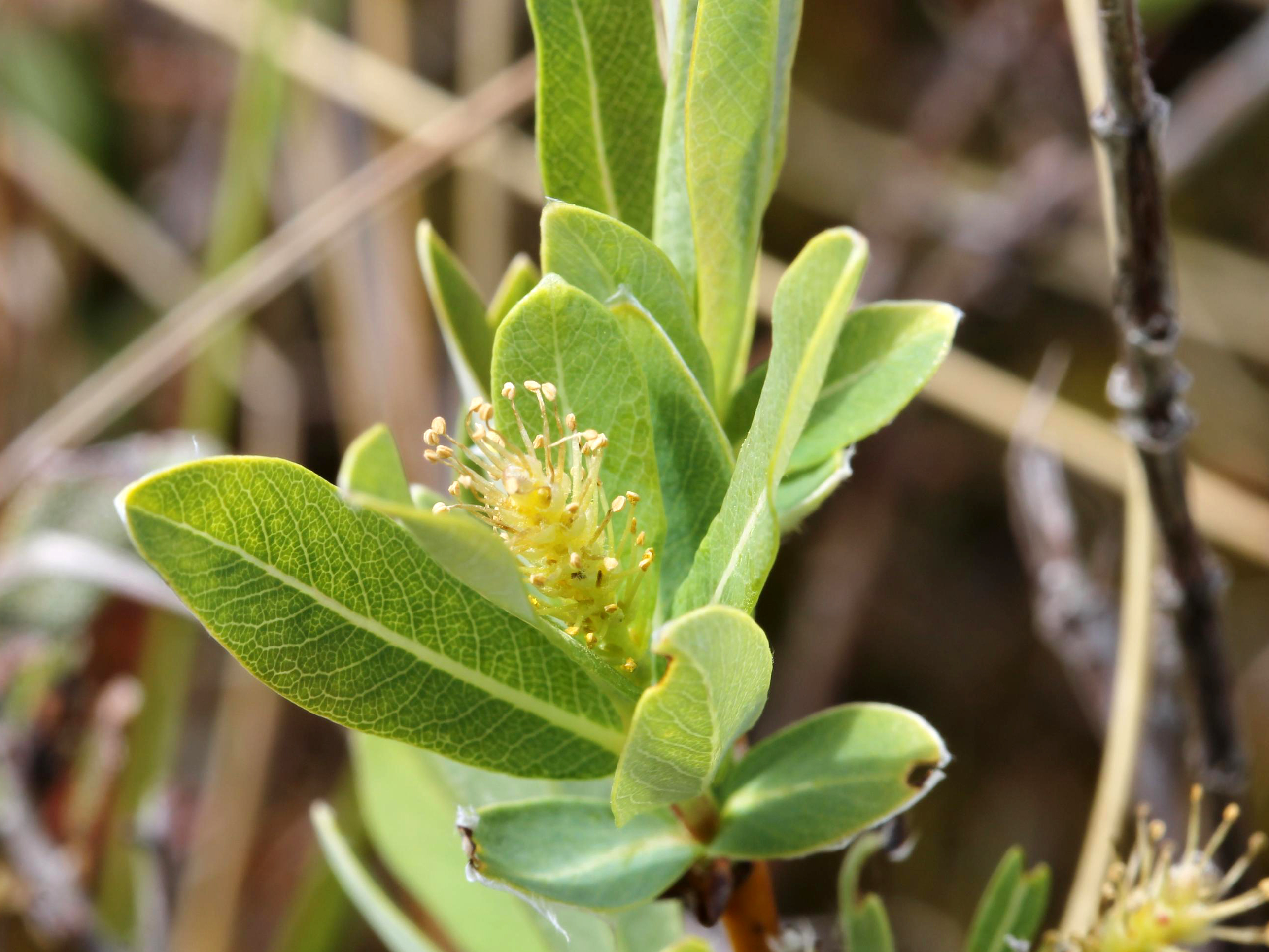
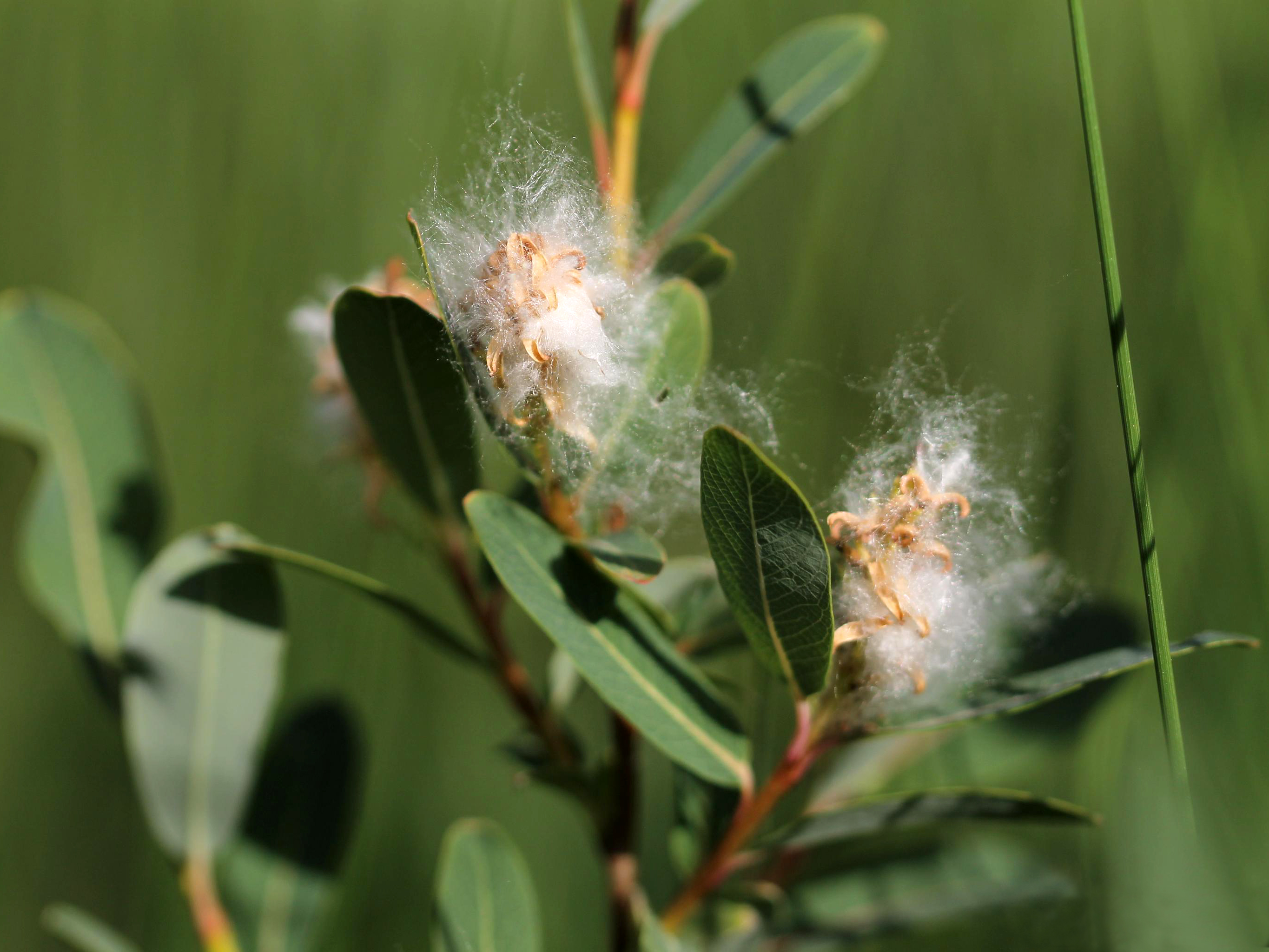
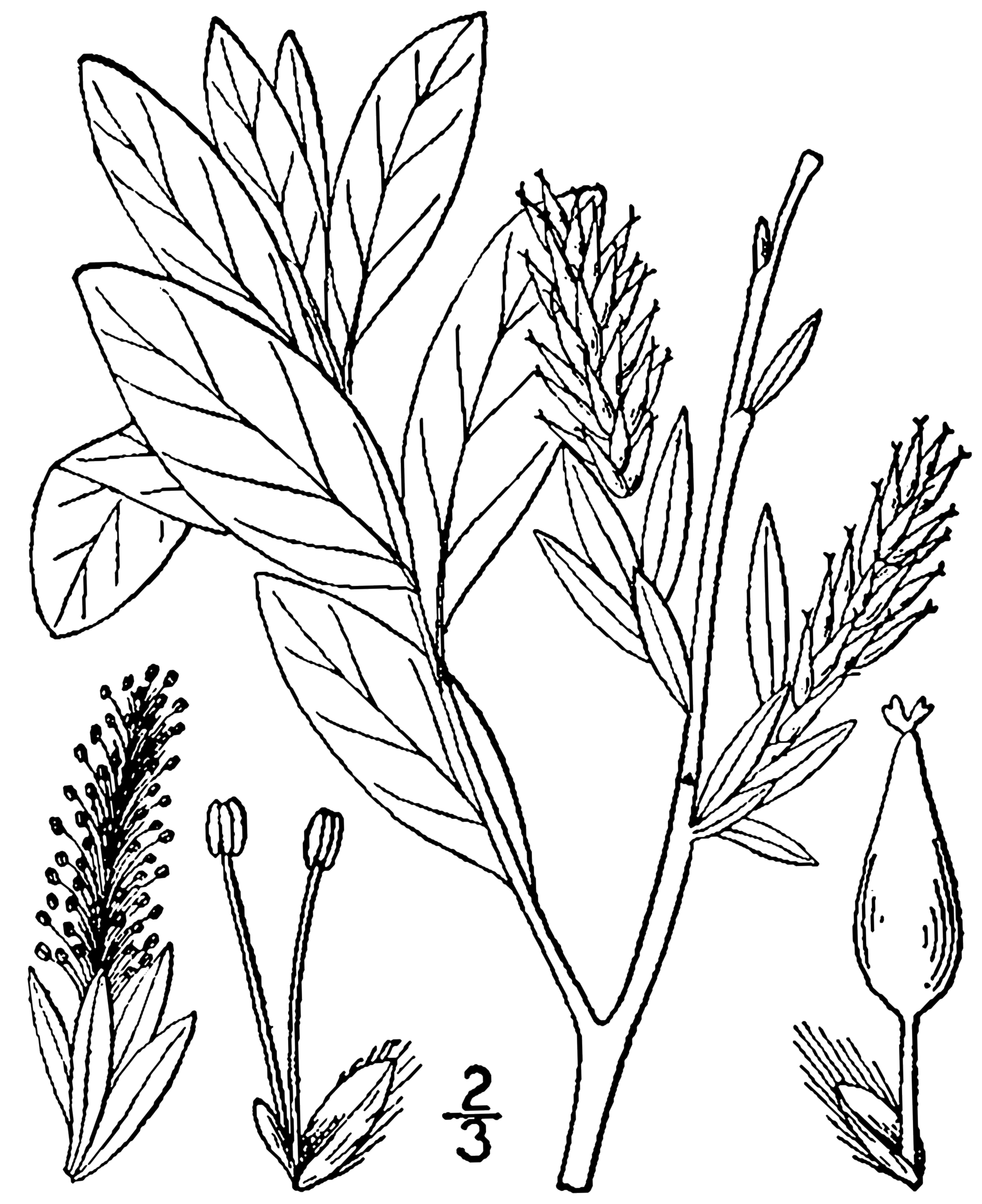